# Ke jian hao shiguang
Kè jiān hǎo shíguāng (letteralmente "Divertimento in pausa"T, 课间好时光S, Kè jiān hǎo shíguāngP)) è una serie televisiva cinese adattata dall'italiana Quelli dell'intervallo.

## Personaggi
- Hé lì yàn yĭng
- Yáng fān
- Dīng ān ān
- Dīng liàng
- Dí dí
- Hú dié
- Zhāng jié
- Wén shān shān
- Mă bó shì
- Zhū zi háo
- Lĭ qí